# Загірняк Михайло Васильович
Загірняк Михайло Васильович (25 вересня 1947) — український учений у галузях електромеханіки та управління освітою, дійсний член (академік) Національної академії педагогічних наук України, заслужений діяч науки і техніки України, доктор технічних наук, професор, лауреат Державної премії України в галузі науки і техніки, лауреат Державної премії України в галузі освіти. Ректор Кременчуцького національного університету імені Михайла Остроградського. За даними дослідників Стенфордського унверситету та аналітиків видавництва Elsevier та SciTech Strategies Михайло Загірняк увійшов до ТОП-2% найвпливовіших науковців світу станом на 1 жовтня 2023р та станом на 1 серпня 2024 р.

## Біографія
Закінчив з відзнакою Луганський машинобудівний інститут (1970). Працював інженером на Луганському тепловозобудівному заводі. Служив в армії.
З 1971 по 2002 роки обіймав посади наукового співробітника, старшого викладача, доцента, завідувача кафедри, проректора Східноукраїнського національного університету ім. Володимира Даля.
Як переможець конкурсів на довгострокові державні гранти США за програмами IREX (електротехніка — 1983-84), Fulbright (управління освітою — 1997-98), працював в університетах Кентуккі та Техасу.
У листопаді 2002 року обраний ректором Кременчуцького університету та очолює його і нині.

## Публікації
Автор більше ніж 600 наукових праць, серед яких 20 монографій, дев'ять брошур, сім підручників і 12 навчальних посібників з грифом Міністерства освіти і науки України, понад 80 авторських свідоцтв та патентів на винаходи. Більш ніж 200 праць надруковано у виданнях, які входять до кожної з міжнародних наукометричних баз даних «ISI Web of Knowledge» і «Scopus».

## Професійна та суспільна діяльність
Член Президії Національної академії педагогічних наук України (з 2017). Член Президії Громадської організації «Спілка ректорів вищих навчальних закладів України» (2019—2021). Керівник наукових проектів у рамках Програми науково-технічного співробітництва між Україною та Словенією (2003—2004, 2007—2008).
Головний редактор чотирьох і член редакційних колегій чотирьох вітчизняних видань, член редакційних колегій чотирьох закордонних видань. Голова спеціалізованої вченої ради з присудження докторських і кандидатських ступенів у КрНУ. Член Наукової Ради МОН України (з 2015). Член Ради Північно-Східного наукового центру НАН і МОН України (з 2015). Член об'єднаної Конкурсної комісії з присудження Премії Верховної Ради України молодим ученим та іменних стипендій Верховної Ради України для молодих учених — докторів наук (з 2019). Керівник семінару «Електромагнітні та електромеханічні процеси в електричних машинах і апаратах» Наукової ради НАН України з комплексної проблеми «Наукові основи електроенергетики» (з 2003). Член Академічної ради Вищої школи європейських і регіональних студій (Чешське Будійовіце, Чехія). Радник голови Рахункової палати України (2002—2011). Читав лекції в університетах Словенії: Марібор (2012, 2015, 2018), Любляна (2019). Дійсний член чотирьох міжнародних та українських громадських академій і трьох міжнародних професійних співтовариств. Голова і член почесних, програмних і технічних комітетів численних міжнародних і національних конференцій і симпозіумів (Польща, Бельгія, Італія, Словенія). Входить до складу конкурсної комісії для проведення конкурсу наукових і науково-технічних (експериментальних) робіт за бюджетною програмою КПКВК 6541230 на 2023—2024 роки за пріоритетним напрямом «Технології тепло-, електро- та атомної енергетики для забезпечення енергетичної безпеки України».

## Спортивна діяльність
Майстер спорту СРСР (1984),заслужений тренер України (2011), інструктор-методист першої категорії (1987), суддя зі спорту національної категорії (альпінізм, 2004), суддя міжнародної категорії Євро-Азіатської асоціації альпінізму (№ 16, 2019), віце-президент Федерації альпінізму і скелелазіння (ФАіС) України (2002—2020), голова Відокремленого підрозділу Громадської організації «Федерація альпінізму і скелелазіння України» у Полтавській області (з 2003); жетон «Рятувальний загін» (№ 3002). Здійснив понад 200 сходжень, з яких більше ніж 60 у великих горах — по маршрутах вищих п'ятої та шостої категорій складності (11 першосходжень і першопроходжень). Учасник п'яти Гімалайських експедицій. Неодноразовий чемпіон і призер чемпіонатів України та СНД з альпінізму. Кавалер альпіністського ордена «Едельвейс» II ступеня (2008).

## Наукові й почесні звання та нагороди
- заслужений діяч науки і техніки України (1997)[27];
- доктор технічних наук (1996);
- професор (1993);
- дійсний член (академік) Національної академії педагогічних наук України (2016)[28];
- Орден князя Ярослава Мудрого IV ст. (1 жовтня 2021) — за значний особистий внесок у розвиток національної освіти, підготовку кваліфікованих фахівців, багаторічну плідну педагогічну діяльність та високий професіоналізм[29];
- Орден князя Ярослава Мудрого V ст. (19 травня 2018) — за вагомий особистий внесок у розвиток вітчизняної науки, зміцнення науково-технічного потенціалу України, багаторічну сумлінну працю та високий професіоналізм[30];
- Орден «За заслуги» I ст. (27 червня 2015) — за значний особистий внесок у державне будівництво, соціально-економічний, науково-технічний, культурно-освітній розвиток України, вагомі трудові здобутки та високий професіоналізм[31];
- Ордени «За заслуги» III (2001)[32] і ІІ (2007)[33] ступенів;
- Державна премія України в галузі науки і техніки 2015 року — за роботу «Енергоефективні електромеханічні системи широкого технологічного призначення» (у складі колективу)[34];
- Державна премія України в галузі освіти 2018 року — за роботу «Розробка та впровадження інноваційних технологій навчання для підготовки кваліфікованих робітничих кадрів за професією „Зварник“» (у складі колективу)[35];
- Заслужений тренер України (2011);
- Почесний громадянин міста Кременчука (2016)[36];
- Почесний професор Кременчуцького національного університету імені Михайла Остроградського (2011);
- почесні грамоти:

Верховної Ради України (2010),
Кабінету Міністрів України (2005),
Рахункової палати України (2010),
Міністерства освіти і науки України (2003),
Національної академії наук України (2013, 2018),
Центрального комітету Профспілки працівників освіти і науки України (2007, 2012, 2021, 2022);
- відзнаки:

Національної академії наук України «За сприяння розвитку науки» (2022);
- знак «Винахідник СРСР» (1988);
- знаки:

Міністерства освіти і науки України «Відмінник освіти України» (1996),«За наукові досягнення» (2007),
Академії педагогічних наук України «Ушинський К. Д.» (2007),
Федерації альпінізму України «Первовосходитель» (2005);
- Почесна відзнака комітету з фізичного виховання та спорту МОН України (2008);
- диплом третього ступеня ВДНГ УРСР (1981);
- медалі:

Асоціації рятувальних формувань Російської Федерації «За выдающиеся восхождения» (2004),
Національної академії педагогічних наук України «Григорій Сковорода» (2012), «Володимир Мономах» (2017), «Іван Франко» (2022)
Вищої школи європейських і регіональних студій у Чеських Будійовіцях «За заслуги перед Вищою школою європейських і регіональних студій» (2013),
«За вірність Вищій школі європейських і регіональних студій» (2015).
- дійсний член:

міжнародного (США) інституту електриків і електронників (IEEE Life Senior member),
Польського товариства застосування електромагнетизму (1993),
Міжнародної академії інформатизації (1996),
Транспортної академії України (1997),
Підйомно-транспортної академії наук України (1998),
Міжнародної академії науки і практики організації виробництва (2005).